# ISO 1
ISO 1은 제품의 형상 특성 사양 및 검증을 위한 표준 온도 압력을 규정한 국제표준이다. 이 온도는 섭씨 20도(293.15K, 화씨 68도)로 고정되어있다.
열팽창 때문에, 정밀 길이 측정은 정해진 온도에서 이루어져야 할 필요가 있다. ISO 1은 이러한 기준 온도를 정의하여 측정의 비교를 가능하게 한다. 20°C의 기준 온도는 1931년 4월 1일에 국제도량형위원회에서 채택되어 1951년에 국제 표준화기구 (ISO)의 권고 제1호가 되었다. 이로 인해 세계 각국의 정밀장비 제조업체들이 사용하고 있었던 0°C, 62 °F, 25°C 등의 길이 측정을 위한 다양한 기준온도들이 교체되었다. 20°C의 온도가 선택된 이유는 직장에서 편안하다고 느끼는 온도이며, 섭씨 온도와 화씨 온도에서 모두 정수 값을 갖기 때문이었다.
ISO/R 1이라는 이름으로 발행된 최초의 ISO 표준이다.

## 같이 보기
- 미터
- 국제 표준화 기구